# Stipa platychaeta
Stipa platychaeta är en gräsart som beskrevs av Dorothy Kate Hughes. Stipa platychaeta ingår i släktet fjädergrässläktet, och familjen gräs. Inga underarter finns listade i Catalogue of Life.